# James McFadden
James McFadden (Glasgow, Escocia, 14 de abril de 1983) es un exfutbolista escocés que jugaba de delantero.
En marzo de 2018 anunció su retirada para integrarse en el cuerpo técnico de la selección de Escocia.

## Selección nacional
Fue internacional con la selección de fútbol de Escocia en 48 partidos internacionales marcando 15 goles.

## Clubes
| Club                     | País       | Año       |
| ------------------------ | ---------- | --------- |
| Motherwell F. C.         | Escocia    | 2000-2003 |
| Everton F. C.            | Inglaterra | 2003-2008 |
| Birmingham City F. C.    | Inglaterra | 2008-2011 |
| Everton F. C.            | Inglaterra | 2011-2012 |
| Sunderland A. F. C.      | Inglaterra | 2012-2013 |
| Motherwell F. C.         | Escocia    | 2013-2014 |
| St. Johnstone F. C.      | Escocia    | 2014-2015 |
| Motherwell F. C.         | Escocia    | 2015-2017 |
| Queen of the South F. C. | Escocia    | 2017-2018 |